# Monoceratuncus
Monoceratuncus es un género de polillas tortrícidas categorizado en la tribu Cochylini, de la subfamilia Tortricinae. Fue descrito por Józef Razowski en 1992.

## Especies
- Monoceratuncus autolytus (Razowski, 1986)
- Monoceratuncus conviva (Razowski, 1990)
- Monoceratuncus cristatus (Razowski y Becker, 1986)
- Monoceratuncus cryphalus Razowski, 1993
- Monoceratuncus eriodens (Razowski, 1986)
- Monoceratuncus lugens (Razowski y Becker, 1986)
- Monoceratuncus peltatus Razowski y Becker, 1993
- Monoceratuncus tantulus (Razowski y Becker, 1986)